# Johannes Nordström
Johannes Nordström, född 23 januari 1993, är en finländsk fotbollsspelare som representerar FC Åland. Nordström, som är av åländsk härkomst men född i Örebro, har även agerat kapten i juniorlandslagen. Han trivs både som mitt- och ytterback.
Försvararen gjorde sin debut i IFK Mariehamn borta mot Myllykosken Pallo i oktober 2010.
I januari 2011 spelade Nordström med Finlands U18-landslag i S:t Petersburg. Laget deltog i en internationell turnering som Finland vann efter bland annat seger mot Italien och oavgjort mot värdnationen. I finalen mötte man Kina och vann, vilket betydde att Nordström fick lyfta pokalen som kapten.

## Annat
Nordström är en hängiven Arsenalsupporter.